# Liste der FFH-Gebiete in Kantabrien

Flagge von Kantabrien

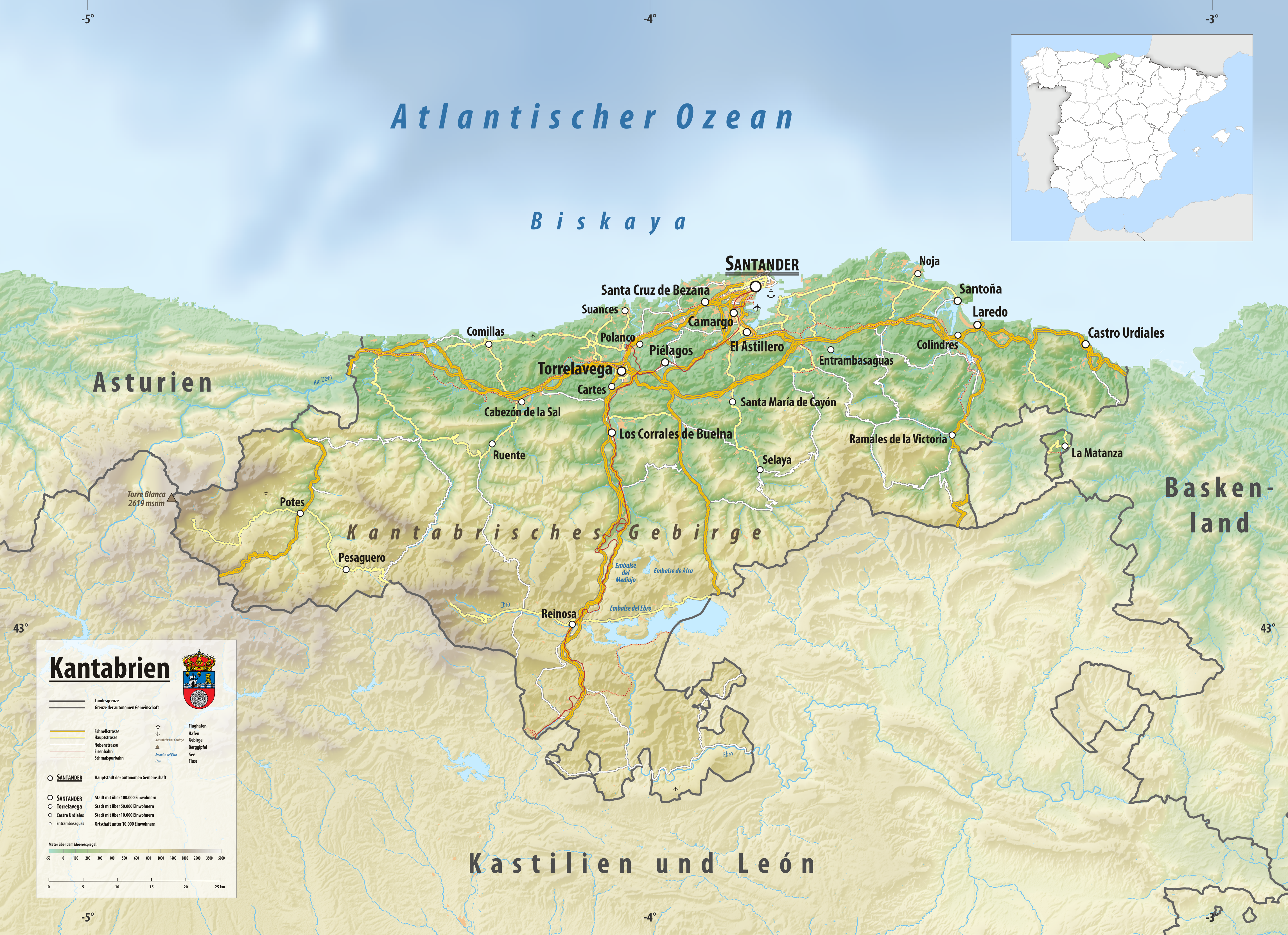
Karte von Kantabrien

Diese sortierbare Liste führt die Fauna-Flora-Habitat-Gebiete in der zu Spanien gehörenden autonomen Gemeinschaft Kantabrien. Die Gebiete gehören zum europäischen Schutzgebietsnetz Natura 2000.

## Hinweise zu den Angaben in der Tabelle
- Gebietsname: Amtliche Bezeichnung des Schutzgebiets
- Bild/Commons: Bild und Link zu weiteren Bildern aus dem Schutzgebiet
- WDPA-ID: Link zum Schutzgebiet in der World Database on Protected Areas
- EEA-ID: Link zum Schutzgebiet in der Datenbank der European Environment Agency (EEA)
- Lage: Geografischer Standort
- Fläche: Gesamtfläche des Schutzgebiets in Hektar
- Bemerkungen: Besonderheiten und Anmerkungen

Bis auf die Spalte Lage sind alle Spalten sortierbar.

## Tabelle
| Gebietsname                                 | Bild/Commons | WDPA-ID | EEA-ID    | Lage | Fläche ha | Bemerkungen |
| ------------------------------------------- | ------------ | ------- | --------- | ---- | --------- | ----------- |
| Liébana                                     |              |         | ES1300001 | ⊙    | 42610,39  |             |
| Montaña oriental                            |              |         | ES1300002 | ⊙    | 21689,82  |             |
| Rias occidentales y Duna de Oyambre         |              |         | ES1300003 | ⊙    | 1273,32   |             |
| Dunas de Liencres y Estuario del Pas        |              |         | ES1300004 | ⊙    | 544,24    |             |
| Dunas del Puntal y Estuario del Miera       |              |         | ES1300005 | ⊙    | 675,12    |             |
| Costa central y Ría de Ajo                  |              |         | ES1300006 | ⊙    | 444,5     |             |
| Marismas de Santoña, Victoria y Joyel       |              |         | ES1300007 | ⊙    | 3701,54   |             |
| Rio Deva                                    |              |         | ES1300008 | ⊙    | 405,5     |             |
| Río Nansa                                   |              |         | ES1300009 | ⊙    | 569,87    |             |
| Río Pas                                     |              |         | ES1300010 | ⊙    | 957,32    |             |
| Río Asón                                    |              |         | ES1300011 | ⊙    | 530,51    |             |
| Río Agüera                                  |              |         | ES1300012 | ⊙    | 213,13    |             |
| Río y Embalse del Ebro                      |              |         | ES1300013 | ⊙    | 7685,12   |             |
| Río Camesa                                  |              |         | ES1300014 | ⊙    | 245,65    |             |
| Río Miera                                   |              |         | ES1300015 | ⊙    | 395,55    |             |
| Sierra del Escudo                           |              |         | ES1300016 | ⊙    | 3198,19   |             |
| Cueva La Rogería                            |              |         | ES1300017 | ⊙    | 112,28    |             |
| Cueva del Rejo                              |              |         | ES1300019 | ⊙    | 180,02    |             |
| Río Saja                                    |              |         | ES1300020 | ⊙    | 321,28    |             |
| Valles altos del Nansa y Saja y Alto Campoo |              |         | ES1300021 | ⊙    | 51068,44  |             |
| Sierra del Escudo de Cabuérniga             |              |         | ES1300022 | ⊙    | 787,03    |             |